# Ben Wheeler (Texas)
Ben Wheeler es un lugar designado por el censo ubicado en el condado de Van Zandt en el estado estadounidense de Texas. En el Censo de 2020 tenía una población de 456 habitantes y una densidad poblacional de 58,39 habitantes por km². Fue incluido como CDP en el censo de 2020.

## Geografía
Ben Wheeler se encuentra ubicado en las coordenadas 32°26′46″N 95°42′9″O / 32.44611, -95.70250. Según la Oficina del Censo de los Estados Unidos,  tiene una superficie total de 7,81 km², de la cual 7,77 km² corresponden a tierra firme y 0,04 km² a agua.